# پورتوپالو دی کاپو پاسرو
پورتوپالو دی کاپو پاسرو (به ایتالیایی: Portopalo di Capo Passero) یک کومونه در ایتالیا است که در استان سیراکوز واقع شده‌است.

## خصوصیات
پورتوپالو دی کاپو پاسرو ۱۴٫۹ کیلومترمربع مساحت و ۳٬۶۱۷ نفر جمعیت دارد و ۲۰ متر بالاتر از سطح دریا واقع شده‌است.